# Anticoagulant lúpic
L'anticoagulant lúpic és una immunoglobulina que s'uneix als fosfolípids i proteïnes associades a la membrana cel·lular. El nom pot portar a confusió en quant a la seva naturalesa fent referència a si és un element anti o pro coagulant. L'anticoagulant lúpic és un agent protrombòtic, ja que la presencia d'aquest element és la causa de la precipitació i formació de trombes in vivo, per això les persones amb aquests anticossos poden tenir un risc alt de coagulació sanguínia. En canvi, el seu nom deriva de les seves propietats in vitro, ja que en proves de laboratori es produeix un augment en el temps de tromboplastina parcial activat. S'especula que la presència d'aquest anticòs interfereix amb els fosfolípids utilitzats per induir la coagulació in vitro, mentre que in vivo interactua amb la membrana de les plaquetes provocant l'augment en l'adhesió i l'agregació d'aquestes, tenint així característiques protrombòtiques.
En l'àmbit clínic, es genera un fenomen produït per anticossos específics per les fosfoglicoproteïnes o components lipídics dels factors de la coagulació que es troba en pacients amb lupus eritematós sistèmic i amb síndrome antifosfolipídica primària. Consisteix en un augment del temps de tromboplastina parcial i s'associa amb la trombosi arterial i venosa, pèrdua del fetus i trombocitopènia. La presència d'aquests anticossos també presenta un risc d'infart de miocardi i ictus isquèmic, especialment en combinació amb altres factors de risc com el tabaquisme o l'ús d'anticonceptius orals.